# Tarpon Springs
Tarpon Springs es una ciudad ubicada en el condado de Pinellas en el estado estadounidense de Florida. En el Censo de 2010 tenía una población de 23.484 habitantes y una densidad poblacional de 524,3 personas por km².

## Geografía
Tarpon Springs se encuentra ubicada en las coordenadas 28°8′57″N 82°46′46″O / 28.14917, -82.77944. Según la Oficina del Censo de los Estados Unidos, Tarpon Springs tiene una superficie total de 44.79 km², de la cual 23.6 km² corresponden a tierra firme y (47.31%) 21.19 km² es agua.

## Demografía
Según el censo de 2010, había 23.484 personas residiendo en Tarpon Springs. La densidad de población era de 524,3 hab./km². De los 23.484 habitantes, Tarpon Springs estaba compuesto por el 88.05% blancos, el 6.37% eran afroamericanos, el 0.31% eran amerindios, el 1.44% eran asiáticos, el 0.08% eran isleños del Pacífico, el 1.63% eran de otras razas y el 2.11% pertenecían a dos o más razas. Del total de la población el 7.27% eran hispanos o latinos de cualquier raza.